# Robert G. Houston

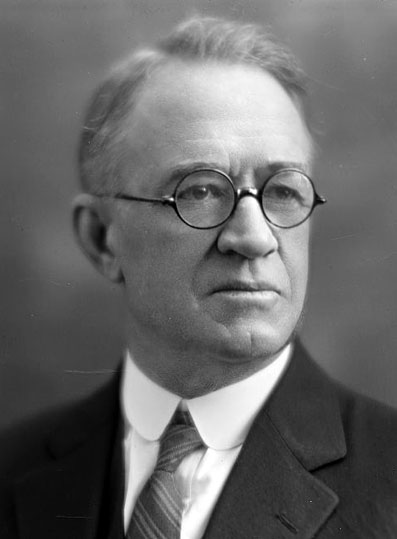
Robert G. Houston

Robert Griffith Houston (* 13. Oktober 1867 in Milton, Delaware; † 29. Januar 1946 in Lewes, Delaware) war ein US-amerikanischer Politiker. Zwischen 1925 und 1933 vertrat er den Bundesstaat Delaware im US-Repräsentantenhaus.

## Werdegang
Robert Houston war ein Neffe von John W. Houston, der zwischen 1845 und 1851 ebenfalls für Delaware im US-Repräsentantenhaus gesessen hatte. Der jüngere Houston besuchte zwischen 1872 und 1882 die öffentlichen Schulen in Lewes und arbeitete danach zunächst in der Landwirtschaft. Nach einem Jurastudium und seiner im Jahr 1888 erfolgten Zulassung als Rechtsanwalt begann er in Georgetown in seinem neuen Beruf zu arbeiten. Zwischen 1890 und 1895 war er auch Mitglied der Nationalgarde von Delaware. Danach war er im Zeitungsgeschäft tätig. Er wurde Eigentümer und Herausgeber der Zeitung „Sussex Republican“. Diese Funktion übte er zwischen 1893 und 1934 aus. Nach einer Umbenennung in „Sussex Countian“ setzte er seine Verlegertätigkeit bis zu seinem Tod im Jahr 1946 fort.
Houston war Mitglied der Republikanischen Partei. Zwischen 1900 und 1904 leitete er die Bundeszollbehörde für den Bezirk von Delaware. Gleichzeitig war er von 1901 bis 1903 Präsident der First National Bank of Georgetown. Houston war auch Mitglied einer Bürgerbewegung, die im Jahr 1921 ein neues Schulgesetz für den Staat Delaware erarbeitete. Von 1920 bis 1924 war er stellvertretender Attorney General von Delaware. Außerdem war er zeitweise bei der Behörde zur Verwaltung ausländischen Eigentums angestellt.
1924 wurde Houston in das US-Repräsentantenhaus in Washington, D.C. gewählt. Dort trat er am 4. März 1925 die Nachfolge des Demokraten William H. Boyce an, den er bei der Wahl geschlagen hatte. Nachdem er in den folgenden Wahlen mit einem Stimmenanteil zwischen 56 % und 64 % jeweils bestätigt wurde, konnte Houston bis zum 3. März 1933 insgesamt vier Legislaturperioden im Kongress absolvieren. 1932 verzichtete er auf eine weitere Kandidatur. In den folgenden Jahren widmete er sich hauptsächlich seiner Arbeit als Verleger und als Rechtsanwalt. Zwischen 1933 und 1935 war er nochmals stellvertretender Attorney General von Delaware. 1936 kandidierte er als Unabhängiger für den US-Senat. Dabei erhielt er nur 5 % der Wählerstimmen. Die Wahlen gewann James H. Hughes von der Demokratischen Partei. Robert Houston starb 1946 in Lewes und wurde dort auch beigesetzt. Er war mit Margaret White verheiratet.